# Macaranga hengkyana
Macaranga hengkyana är en törelväxtart som beskrevs av Timothy Charles Whitmore. Macaranga hengkyana ingår i släktet Macaranga och familjen törelväxter. Inga underarter finns listade i Catalogue of Life.